# Автомагістраль А71 (Франція)
Автомагістраль A71 — автострада в центральній Франції. Її також називають l'Arverne. Вона починається в Орлеані і закінчується в Клермон-Феррані.

## Орлеан - Бурж
Автотраса має 2x2 смуги і управляється Société Cofiroute (Орлеан-Бурж). Відрізок між Орлеаном і Сальбрі був відкритий 24 жовтня 1986 року. У 1989 році його було завершено до Буржа.

## Бурж до Клермон-Ферран

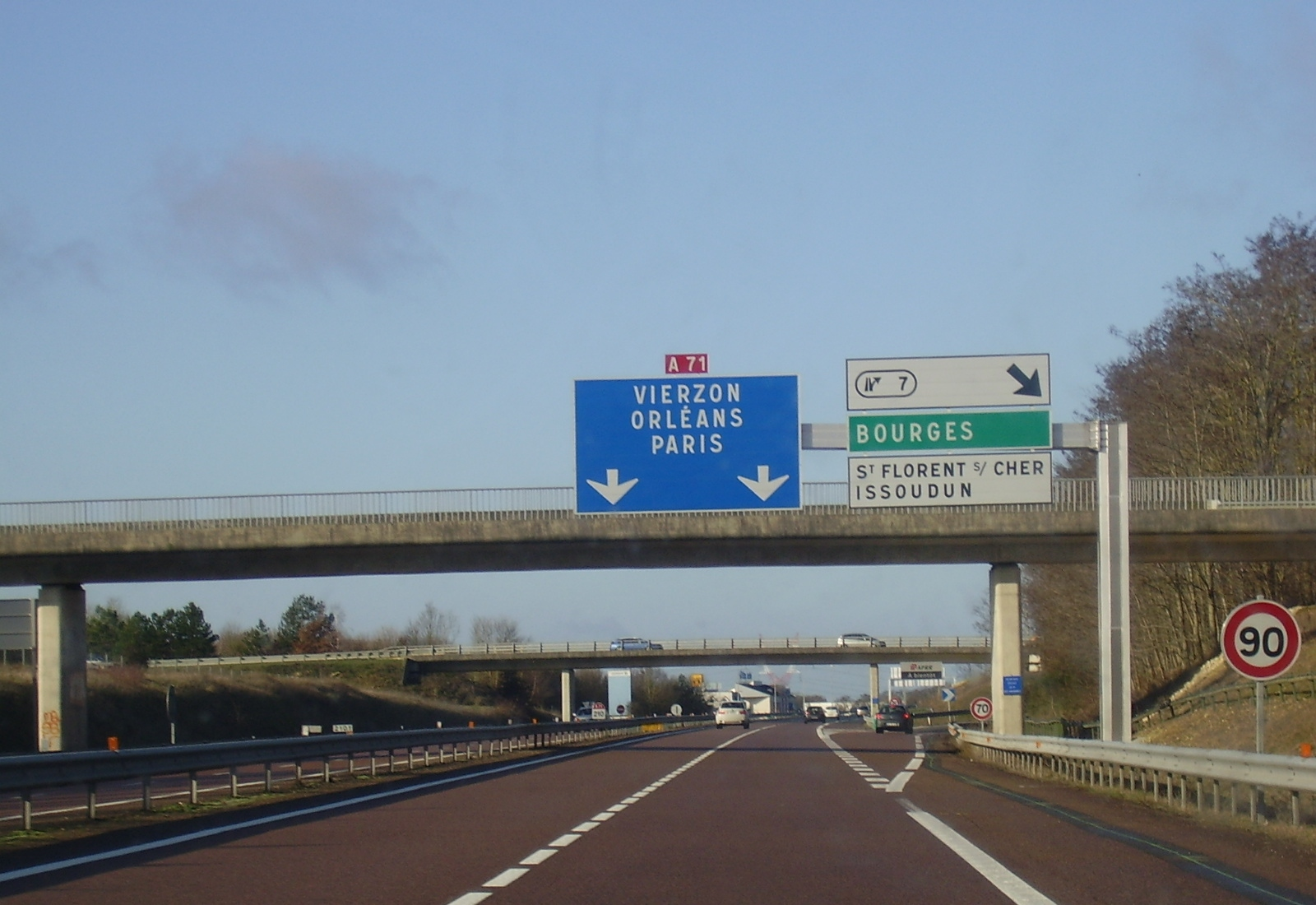
Вихід 7 у напрямку Парижа в грудні 2009 року.

Ця ділянка автотраси експлуатується ДАПР. Це 2х2 смуги і платна дорога. Дорога має подвійну нумерацію A71/ A89 між Комбронд та Жерза.
- 1987 рік : Ділянка між Монмаро та Клермон-Схід (71 км) відкрито.
- 1988 рік : Ділянка між Форет-де-Тронсе та Монмаро (38 км) відкрито.
- 1989 рік : Відкриття ділянки між Буржем і Форе-де-Тронсе (70 км)

### Майбутнє
Існують пропозиції щодо створення великої автомагістралі через Монлюсон як частини транспортного маршруту з Центральної Європи до узбережжя Атлантичного океану.